# Otego (village, New York)
Ne doit pas être confondu avec Otego (ville, New York).
Otego est un village du comté d'Otsego, dans l'État de New York, aux États-Unis,. En 2010, il comptait une population de 1 010 habitants.

## Démographie
Lors du recensement de 2000, le village comptait une population de 1 010 habitants, tandis qu'en 2019, elle est estimée à 928 habitants.